# ユキオ (マーベル・コミック)
ユキオ（雪緒、Yukio）は、マーベル・コミックが発行するアメリカン・コミックスに登場する架空のキャラクター。
日本人の女性忍者で、X-メンのサポートキャラクターであり、特にウルヴァリンと関連していると言われている。
2013年の映画『ウルヴァリン:SAMURAI』では福島リラが、2018年の映画『デッドプール2』では忽那汐里それぞれ別のバージョンを演じている。

## 出版の歴史
ユキオが本格的に登場したのは、クリス・クレアモント原作、フランク・ミラー作画の『ウルヴァリン』2号（1982年9月）。

## キャラクターの歴史
X-メンとユキオとの最初の出会いは、ウルヴァリンが彼のガールフレンドであるマリコ・ヤシダの父であるシンゲン・ヤシダと闘っている時だった。当時、ユキオはシンゲンの下で働いており、ウルヴァリンを殺すことが彼女の任務の一つだった。しかし、ユキオはウルヴァリンに恋心を抱き、シンゲンの失脚に協力することになる。 
その後、ウルヴァリンはマリコとの結婚式のためにチームを日本に招待し、その後、ユキオも参加した。ヴァイパーとシルバー・サムライは、ウルヴァリンが主催したディナーでX-メンを毒殺した。毒の味がしたウルヴァリンはストームに警告し、飲む前に彼女の手からカップを奪った。ストーム、ウルヴァリン、ローグ（ほとんど影響を受けなかった）、ユキオは、異母姉のマリコを暗殺しようとするヴァイパーとシルバー・サムライの計画を阻止するために、彼の後を追った。ユキオはマリコになりすましておとりになり、彼らを遠ざけた。ヴァイパーとシルバー・サムライとの戦いの中で、ストームは自分の力がコントロールできなくなり、命の危険にさらされていた。ユキオがストームを海に落としたことで、2人はシルバー・サムライから逃れることができた（実際にはこの出来事は、当時X-メンへの復讐活動を行っていたミュータントのヴィラン、マスターマインドによって引き起こされ、影響を受けていた。また、ウルヴァリンとマリコの結婚式が中止になったのもマスターマインドの仕業である）。ストームは、ユキオの「狂気」と「生への渇望」と呼ばれるものに触発され、イメージを一変させ、モヒカンの髪型、スタッズのついた襟、黒い革の服という新しいスタイルを採用した。
その後、ユキオはウルヴァリンと再会し、彼が忍者のマスターであるオグンと戦うのを助けた。彼女はX-メンのガンビットとライバル関係にあった。2人とも泥棒なので、同じものを盗もうとすることが多かった。ユキオは、自分が犯した罪をガンビットに着せたこともある。ユキオはまた、プロフェッサーXの人間とミュータントの秘密情報ネットワークであるミュータント・アンダーグラウンド（ケーブルのアンダーグラウンドとは別物）の一員でもある。
マリコ・ヤシダの死後、ウルヴァリンは自分の養女であるアミコ・コバヤシを里親に送った。後になって、その新しい里親が虐待をしていて、金にしか興味がないことがわかった。ウルヴァリンはアミコを里親から取り上げ、ユキオに育ててもらうことにした。この非公式な養子縁組は、今やウルヴァリンの同盟者であるシルバー・サムライの保護下にあった。ユキオはアミコに武術を教え、自分でも驚くほど母親としての新しい役割を楽しんでいた。セイバートゥースがウルヴァリンの友人や家族を狙ったとき、彼はオメガ・レッドとレディ・デスストライクを雇ってアミコを誘拐した。ユキオは2人と戦ったが、圧倒されて重傷を負い、彼女を車椅子に乗せたままにした。ウルヴァリンに殺してくれと頼んだが、ウルヴァリンはそれを拒否し、直後にアミコを救った。再登場したユキオは、以前の怪我から完全に回復していた。ストームと再び手を組み、ミュータントのファイトクラブ「アリーナ」に参入した。結局、ユキオ、ストーム、カリストの3人でアリーナを占拠した。
その後、ユキオとアミコは、マルドゥック・キュリオスの命令でヘルベリン（愛する人を殺すためにウルヴァリンの体を乗っ取った悪魔のような存在）に襲われた。偽物のウルヴァリンの行動に戸惑ったユキオは重傷を負ったが、学校から戻ってきたアミコが間一髪でヘルヴァリンから2人を救った。ウルヴァリンがハンドとヤクザの抗争を止めるために日本に戻ったとき、ユキオはヘルヴァリンの攻撃により再び車椅子に乗っている姿が映し出された。
「All-New, All-Different Marvel」イベントの一環として、大阪で違法なナイトクラブを経営するユキオは、ウォーマシンの訪問を受け、テクノロジーを駆使したニンジャについて尋ねられる。ユキオは、商売を続けていくためには何も言えないと言う。アベンジャーズに襲撃されると脅されたユキオは、タキシードを着たかなり大柄で筋肉質な男をウォーマシンに紹介し、2人の女性を連れて車に乗り込みナイトクラブを後にする。

## 特徴と能力
物語の中で、ユキオは職業としての泥棒であり、浪人、主君のいない侍でもある。ユキオは、身の安全を軽視する自由人として描かれている。彼女自身の人生哲学によると、危険を冒して生きることは究極の冒険であり、死の平穏は真に生きた人に与えられる最後の賞であるという。2011年、UGO Networksは彼女を「25 Hot Ninja Girls」のリストに掲載した。「黒くて短い髪型と肌を露出したレザーの衣装で、X-メンの世界に極悪非道な存在として思われているが、ユキオはウルヴァリンたちにとって非常に役に立つ非ミュータントであることが証明されている」。
武術に長けているユキオだが、彼女の得意武器はメスのような手裏剣で、一度に3本まで投げることができ、命中率も高い。ウルヴァリンは、ユキオの本当のファーストネームは "ユキコ"だと冗談を言ったことがある。

## その他のバージョン
限定シリーズ「X-Men: The End」では、ストームとウルヴァリンを抹殺するというシアーの使命を受け、ユキオに扮したスクラルが登場。ストームの氷の力で殺される。

## その他のメディアにおいて

### テレビ
- ユキオは「Marvel Anime: Wolverine」に登場する。日本語版では朴璐美が、英語版ではケイト・ヒギンズが声優を務めている。このバージョンでは、投げナイフや手裏剣の代わりに、格納式の円形の投擲用ブレードを使用している。シンゲン・ヤシダの手下のヤクザからウルヴァリンを助けた後、両親を殺したヤシダに復讐するために、マリコ・ヤシダを婚約者から解放するというウルヴァリンの計画に協力する。テンシン・アサノ（ローガンの友人）を殺したことを告白し、信玄との戦いの中で死ぬ。

### 映画
- 2013年に公開された映画『ウルヴァリン:SAMURAI』に登場し、福島リラが演じている。戦闘能力に長けているだけでなく、他人の死を予見する能力を持つミュータントでもある。彼女は、幼い頃のマリコ・ヤシダの頃の仲間としてヤシダ家に採用された。彼女はウルヴァリンがマリコをドクター・グリーン／ヴァイパーとその狂気の父親から救うのを助ける。映画の終盤では、ローガンの「ボディガード」に任命されている[14][15]。福島はこの役について、「私のキャラクターはとても肉体的です。ユキオとウルヴァリンには多くの共通点があります。彼女は彼の面倒をよく見ますし、彼もまた彼女を大切にします」と語っている幼い。ジェームズ・マンゴールド監督は、ユキオを「セクシーで、アニメの世界から飛び出してきたような、致命的なファイター」と表現している[16]。

- 2018年の映画『デッドプール2』2024年の『デッドプール＆ウルヴァリン』には、忽那汐里が演じるユキオの別バージョンが登場する。ネガソニック・ティーンエイジ・ウォーヘッドのガールフレンドとして描かれたユキオは、ジャガーノートとの戦いでネガソニック・ティーンエイジ・ウォーヘッドとコロッサスを助ける。クレジットの中盤では、デッドプールのためにケーブルのタイムトラベル装置を修理している。また、彼女はX-メンやX-フォースのメンバーでもある。コミックでは脇役に過ぎないため、脚本家はこのキャラクターを映画に必要な方法で自由に使うことができた[17]。

### ビデオゲーム
- 『Marvel Heroes』に登場するユキオは、ムラサマ・ブレードの破片を探している。

## 受信
2011年、UGO Networksは彼女を「25 Hot Ninja Girls」のリストに掲載しました。「黒くて短い髪型と肌を露出した革の衣装で、X-MENの世界では極悪非道な存在と思われがちだが、ユキオはウルヴァリンたちにとって非常に役に立つ非ミュータントであることを証明している」とコメントしている。
ロジャー・イーバートのウェブサイトに寄稿したクリスティ・ルミアは、『ウルヴァリン： SAMURAI』のユキオを「陽気で大胆不敵」「漫画にインスパイアされた夢の少女」と評し、女優の福島は「精巧な戦闘シーンでも静かな場面でも、ベテランのジャックマンの相手役として十二分に力を発揮している」と書いている。『デッドプール2』への出演について、スクリーン・ラント誌のセルジオ・ペレイラは、忽那が演じたユキオはキャラクターやフランチャイズにとって悪い影響を与えていると感じており、「ユキオが自分自身のパロディになってしまうことで、『ウルヴァリン』からのキャラクター開発や進歩のすべてが洗い流されてしまう」と述べている。バサル誌に寄稿したオリビア・トリュフォー - ウォンは、『デッドプール2』のユキオについて、「スクリーン上の初のゲイのスーパーヒーローカップルの片割れであること以外の人生を持っているようには見えない...また、かわいい日本のアニメキャラクターの典型的な描写を超える性格も持っていない」と述べているが、このキャラクターが交際しているように見えることの意味については言及している。